# Peltophyllum caudatum
Peltophyllum caudatum är en enhjärtbladig växtart som först beskrevs av Viggo Albert Poulsen, och fick sitt nu gällande namn av R.Schmid och M.D.Turner. Peltophyllum caudatum ingår i släktet Peltophyllum och familjen Triuridaceae. Inga underarter finns listade.